# Pie-Auguste en Bavière
Titre
Duc en Bavière
8 janvier 1837 – 3 août 1837
(6 mois et 26 jours)
Pie-Auguste en Bavière (en allemand « Pius August von Wittelsbach, Herzog in Bayern »), né à Landshut le 1er août 1786 et mort à Bayreuth le 3 août 1837, est un membre de la maison de Wittelsbach, duc en Bavière durant sept mois en 1837.

## Biographie

### Famille

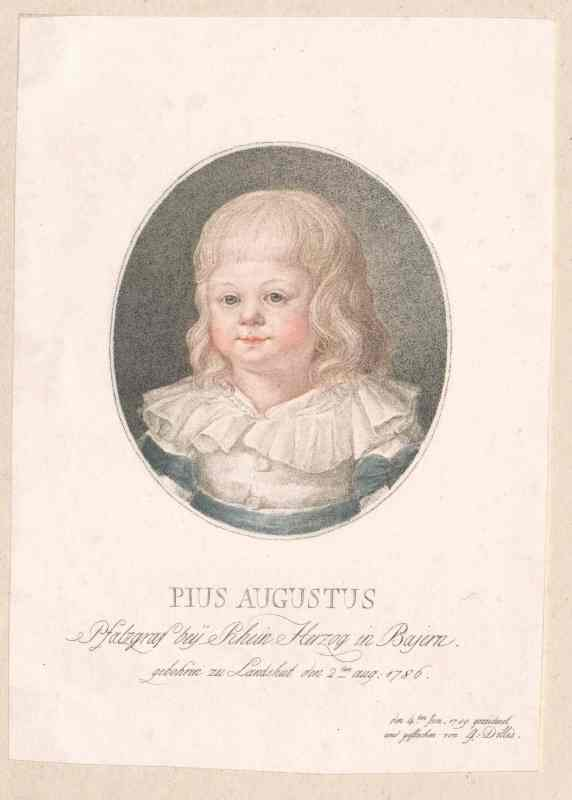
Pie-Auguste enfant.

Pie-Auguste en Bavière est l'unique fils de Guillaume en Bavière, premier duc en Bavière en 1799, et de Marie-Anne de Deux-Ponts-Birkenfeld, sœur du roi Maximilien Ier de Bavière. Il est également lieutenant-général dans l'armée bavaroise. En 1808, sa sœur Marie-Élisabeth en Bavière (1784-1849) est mariée au maréchal Louis-Alexandre Berthier (1753-1815), un des compagnons de Napoléon Ier, à qui celui-ci avait donné la principauté de Neuchâtel.

### Mariage et descendance
Pie-Auguste épouse à Bruxelles, le 26 mai 1807 Amélie Louise d'Arenberg (Paris 10 avril 1789 - Bamberg 4 avril 1823), fille de Louis Marie Eugène prince et duc d'Arenberg et d'Anne comtesse de Mailly de Nesles. De cette union nait un seul enfant :
- Maximilien en Bavière, duc en Bavière né le 4 décembre 1808 à Bamberg et mort le 15 novembre 1888 à Munich, qui épouse à Tegernsee, le 9 juin 1828 Ludovica de Bavière (1808-1892), dont il a dix enfants[2].

### Existence

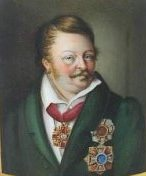
Le duc Pie-Auguste en Bavière.

Profondément désabusé par les compromissions des princes allemands avec le régime impérial français, Pie-Auguste devient misanthrope et fait parfois preuve d'une certaine acidité : de la princesse Antoinette Murat, petite-fille d'un aubergiste, mariée par Napoléon à Charles, prince souverain de Hohenzollern-Sigmaringen, il aurait dit : « Nous avons de la chance, elle n'est pas fière du tout. »
En 1828, pour des raisons dynastiques, son fils unique, élevé principalement par son grand-père le duc Guillaume, épouse Ludovica, une de ses cousines de la branche aînée, sœur du roi Louis Ier de Bavière. La jeune princesse, éprise du roi Michel Ier de Portugal, ressent comme une humiliation cette union qui la fait régresser dans la hiérarchie royale. Le couple sera néanmoins prolifique en donnant le jour à dix enfants.

### Duc en Bavière
Le père du duc Pie-Auguste meurt le 8 janvier 1837. Devenu duc en Bavière en titre, le duc Pie-Auguste meurt dans la solitude quelques mois plus tard, à Bayreuth, le 3 août suivant, à l'âge de 51 ans. Il est initialement inhumé en l'abbaye de Banz, avant le transfert, en 1883, de la nécropole familiale à l'abbaye de Tegernsee. La même année, à Noël, nait une de ses nombreuses petites-filles, Élisabeth, dite Sissi. Il est également le grand-père de la duchesse d'Alençon. La famille grand-ducale luxembourgeoise et les familles royales italienne et belge sont des descendantes du duc Pie-Auguste.

## Honneurs
- Chevalier de l'ordre de Saint-Hubert (Bavière) ;
- Grand-croix de l'ordre de Saint-Michel (Bavière) ;
- Chevalier de l'ordre de Saint-Alexandre Nevski (Russie).